# Jan Plata-Przechlewski

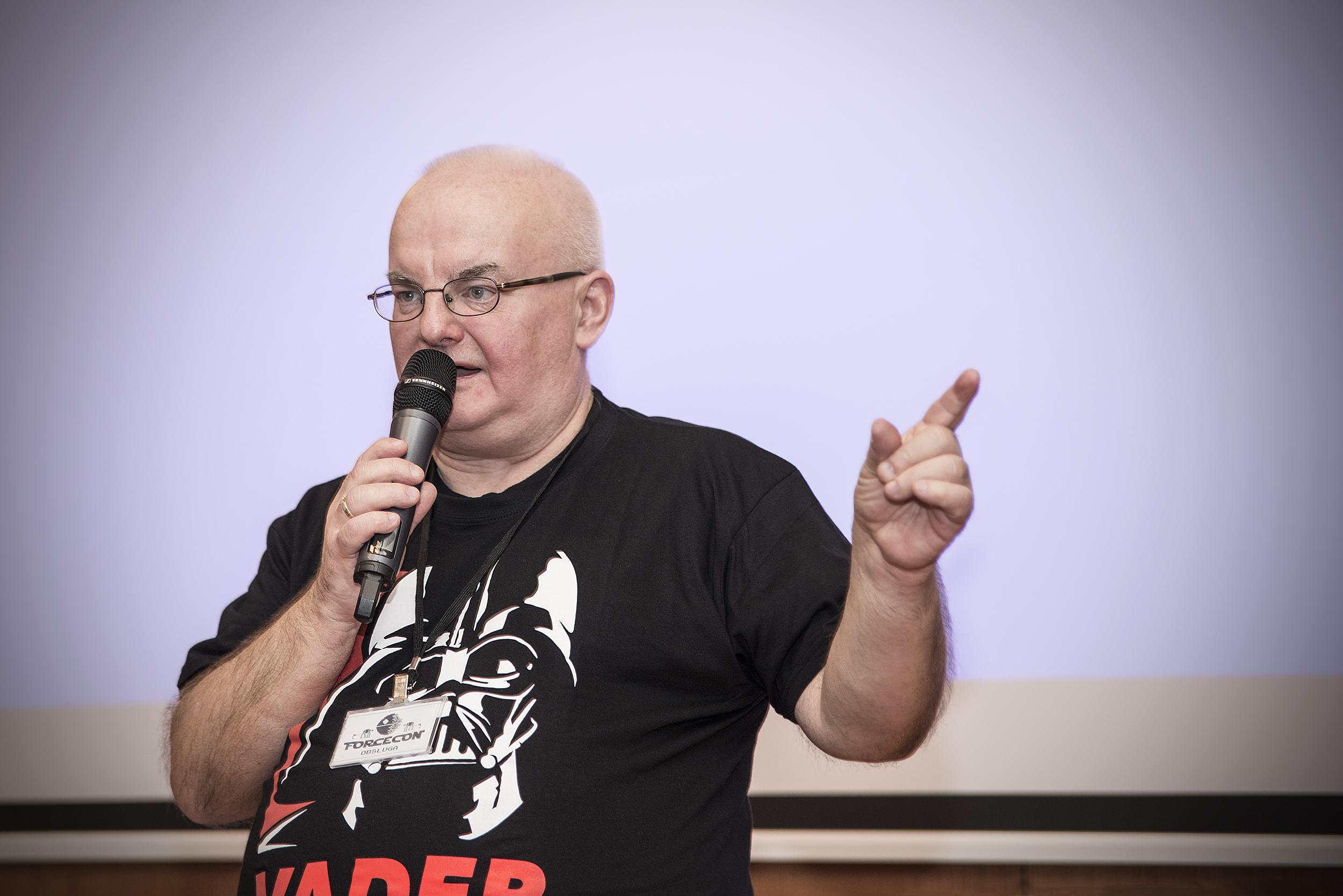
Jan Plata-Przechlewski w czasie wykładu wygłaszanego na ForceConie w Wejherowie, 15 grudnia 2016

Jan Plata-Przechlewski (ur. 10 stycznia 1959 w Czarnkowie) – polski polonista i twórca komiksów. Jego najbardziej znanym dziełem jest cykl Wampiurs Wars.

## Życiorys
Ukończył Liceum Plastyczne w Gdyni-Orłowie i filologię polską na Uniwersytecie Gdańskim.
Praca magisterska, pisana pod kierunkiem prof. Anny Martuszewskiej, dotyczyła kategorii przestrzeni w literaturze science fiction (fragment rozdziału o filmie SF opublikował w czerwcu 1988 r. Miesięcznik Literacki „Fantastyka”). Brał udział w konferencjach naukowych i popularnonaukowych na temat SF organizowanych przez uniwersytety: Jagielloński, Warszawski i Gdański. Od roku 1987 członek rzeczywisty Gdańskiego Klubu Fantastyki (klubowy pseudonim: PiPiDżej). Obecnie pełni funkcję redaktora naczelnego comiesięcznego „Informatora” GKF. Na łamach fanzinów GKF zamieszcza recenzje i eseje poświęcone literackiej i filmowej fantastyce.
Pisuje literacko-filmowe felietony (w tym o fantastyce i komiksie) do lokalnych mediów (m.in. „Panorama Powiatu Wejherowskiego”). Trafił na karty II i III wydania Bedekera wejherowskiego oraz I wydania Leksykonu wejherowian Reginy Osowickiej, a także IX–XI wydania szwajcarskiego leksykonu Who is Who w Polsce.
Jego rysunki publikowane były m.in. w regionalnym roczniku „Kalendarz Gdański” i w dziecięcym dwutygodniku „Miś”; zaprojektował też m.in. logo gdańskiego Centrum Edukacji Teatralnej oraz okładkę Kodeksu pracy z komentarzem kilkakrotnie wznawianego przez gdyńską Fundację Gospodarczą.
Współtwórca turystycznej publikacji promocyjnej wydanej przez UM w Wejherowie (czerwiec 2009 r.) – scenarzysta komiksów Dzień pod Trójmiastem (rys. Aleksandra Spanowicz) i Tajemnice Wejherowa (rys. Bartłomiej Glaza i Tomasz Mering) oraz autor mapki-rozkładówki przedstawiającej zabytkowe centrum tego miasta. 28 czerwca 2013 roku zaproponowana przezeń trasa turystyczna po Wejherowie ukazała się w książkowym przewodniku Polska. Daj się zaskoczyć. Trasy magiczne – wydanym po ogólnopolskim konkursie zorganizowanym przez spółkę Agorę i firmę Continental.
Nie jest związany ze środowiskiem komiksowym, bywał jednak gościem na konwentach i brał udział w wielu zbiorczych wystawach komiksowych. Obecnie, wraz z Tomaszem Meringiem, publikuje na łamach „Informatora” GKF jednoplanszowe komiksy parodiujące słynne wątki filmowej i komiksowej fantastyki.
25 maja 2013 roku, podczas corocznego święta miasta (Dzień Jakuba), znalazł się wśród dwunastu osób związanych z kulturą, oświatą, sportem i gospodarką, którym została wręczona doroczna Nagroda Prezydenta Miasta Wejherowa.
Mieszka w Wejherowie.